# Vilâyet Cezayir

Das Vilâyet Dschesair um 1900

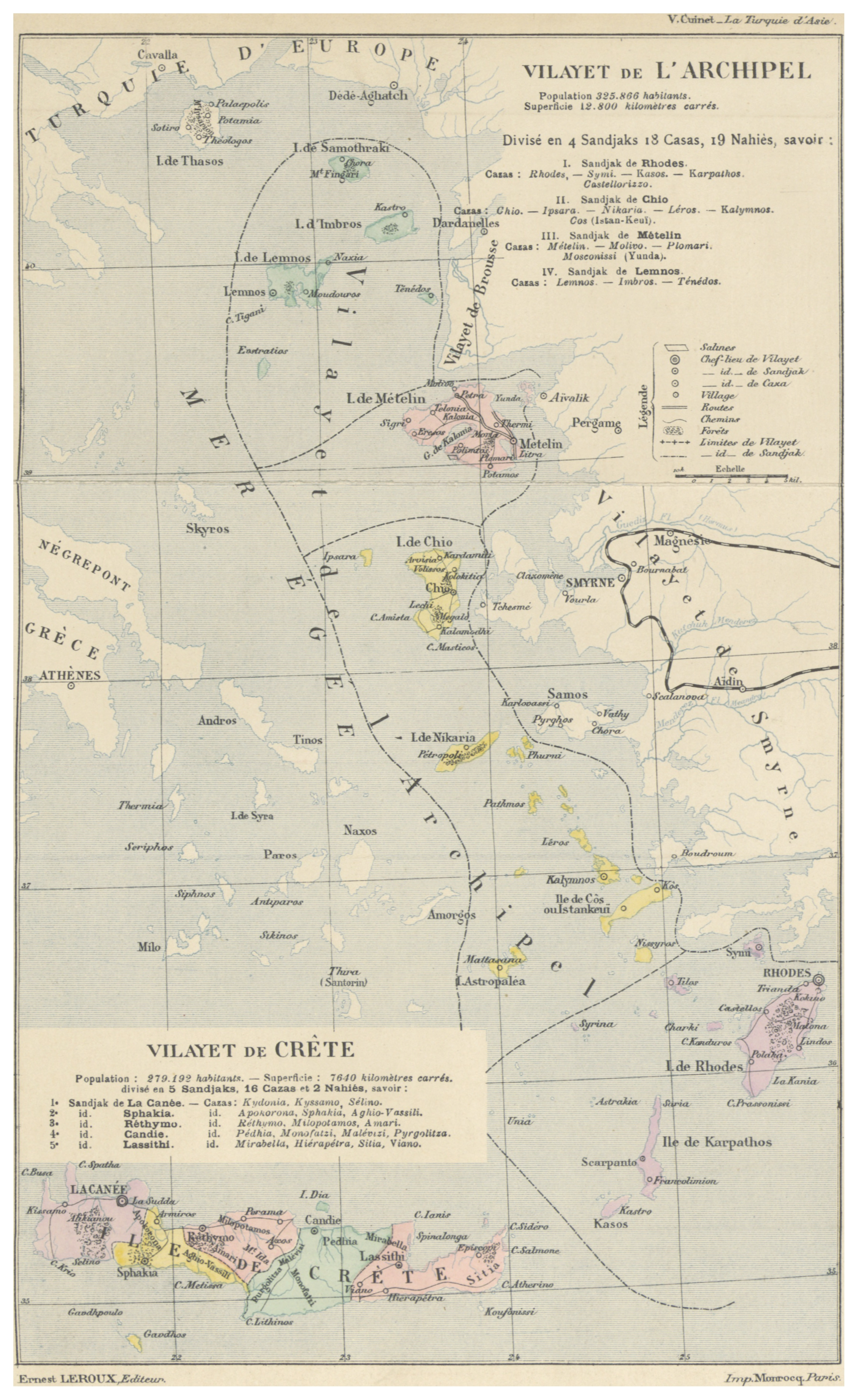
Karte zum Vilayet Dschesair mit Kreta von 1890

Vilâyet Cezâyir-i Bahr-i Sefîd („Provinz der Inseln des Weißen Meers“), in Kurzform gelegentlich Vilayet Dschesair genannt, war der Name einer Provinz (Vilâyet) des Osmanischen Reiches von 1864 bis 1913, die im Wesentlichen die Inseln in der östlichen Hälfte des Ägäischen Meeres  und zeitweise Zypern umfasste. Der Name bedeutet „Inseln des Weißen Meers“. Mit „Weißem Meer“ ist das Ägäische Meer gemeint. Das Wort Cezâyir (arabisch: Dschazāʾir) bedeutet „Inseln“ und ist beispielsweise als al-Dschazāʾir die ursprüngliche arabische Form des Stadtnamens Algier. Das Vilâyet Cezâyir darf nicht mit der heutigen türkische Bezeichnung für Algerien (türk. Cezayir) verwechselt werden. Der osmanische Name für die algerische Provinz lautete Cezâyir-i Garp (Westliches Cezayir). Die Bezeichnung Westlich wurde nach dem Verlust der ägäischen Inseln und dem Untergang des Vilayets Cezayir nicht mehr benötigt und fiel weg.

## Vorgeschichte und territoriale Entwicklung
Vorläufer des Vilâyets war das gleichnamige Eyâlet Cezâyir-i Bahr-i Sefîd, die Provinz des Oberbefehlshabers der osmanischen Marine, des Kapudan Pascha. Ursprünglich war die Funktion des Oberbefehlshabers der osmanischen Marine mit der Position des Statthalters des Sandschaks Gelibolu verbunden. Als der Korsar Khair ad-Din Barbarossa 1533 zum Kaptan-i Derya, zum Oberbefehlshaber der Flotte ernannt wurde und den Rang eines Beylerbeyi erhielt, wurde dieser Herrschaftsbereich durch Gebiete in der Nähe von Istanbul (Sandschak Kocaeli), ägäische Inseln und Gebiete auf dem Griechischen Festland Hieraus entwickelte sich dann das Eyâlet. Zum Zeitpunkt seiner größten Ausdehnung umfasste es sämtliche Inseln des Ägäischen Meeres außer Kreta mit den Sandschaks Andıra (Andros), Nakşa (Naxos), Midillü (Mytilene), Sakız (Chios) und Rhodos, die Gebiete beiderseits der Dardanellen mit der Troas, wo sich mit Gelibolu das Verwaltungszentrum des Eyâlets befand, in Kleinasien die Sandschaks Kocaeli und Suğla (um Izmir), im festländischen Griechenland die Sandschaks Kavalla, Eğriboz (Euböa), İnebahtı (Nafpaktos, Lepanto), Karlıeli (Akarnanien) und Mizistre (Mistra), weiter in Ägypten die Städte Alexandria, Damiette und Rosette und schließlich in Tunesien die Städte Mahdia und Monastir. Weiter gehörte auch das Cezâyir-i Garp genannte Algerien dazu, das allerdings zunehmend der Autorität des Kapudan Pascha und der osmanischen Zentralregierung entglitt. Neben der immer mehr nur nominellen Herrschaft über die Eyâlets Tunis und Tripolis gehörte zum Herrschaftsbereich des Kapudan Pascha zeitweilig auch das Eyâlet Kıbrıs, das neben der Insel Zypern auch die Sandschaks Alanya, Silifke, Tarsus und Sis auf dem anatolischen Festland umfasste.
Durch administrative Maßnahmen bis zu Zeit des Tanzimat und die im griechischen Unabhängigkeitskrieg erlangte Unabhängigkeit Griechenlands sowie durch die Errichtung des autonomen Fürstentums Samos Verkleinerte sich das Provinzgebiet. 1849 wurde dann Zypern als Sandschak hinzugefügt. Schließlich wurde die Statthalterschaft vom Amt des Kapudan Pascha getrennt.
Bei der Neuordnung als Vilâyet 1864 umfasste die Provinz die Sandschaks Biga, wo sich mit Kale-i Sultaniye, dem heutigen Çanakkale, das Verwaltungszentrum der Provinz befand, Limni (Lemnos), Midilli (Mytilene), Sakız (Chios), Rhodos und Kıbrıs (Zypern). Die Provinz wurde weiter verkleinert: Semendirek (Samothrake) kam an das Vilâyet Edirne, 1870 wurde Zypern als eigene Provinz abgetrennt und 1876 wurde der Sandschak Biga an das Vilâyet Hüdavendigâr übertragen. Die Provinzhauptstadt wurde von Kale-i Sultaniye nach Chios und später nach Rhodos verlegt. Im 19. Jahrhundert kam es auf den Inseln zu einer starken Bevölkerungsvermehrung. Da die Inseln keine ausreichende Grundlage für die Ernährung des Bevölkerungsüberschusses boten, kam es zu einer kräftigen Auswanderung in das westliche Kleinasien.
Nachdem die Italienischen Streitkräfte im Italienisch-Türkischen Krieg die Inseln der Dodekanes besetzt hatten und die weiteren ägäischen Inseln im Ersten Balkankrieg an Griechenland gefallen waren, fand die Provinz 1913 am Vorabend des Ersten Weltkriegs ihr Ende. Vom Gebiet der Provinz gehören heute nur mehr die Inseln Gökçeada (İmroz) und Bozcaada (vormals Teile des Sandschaks Limni) und die Inseln des Ayvalık-Archipels mit der Hauptinsel Alibey (vormals Teile des Sandschaks Midilli) zur Türkei.

## Statistisches

Grenzen und ethnische Zusammensetzung (1881)

1908 wies die Provinz eine Fläche von 6.900 km² auf. Ihre Bevölkerung betrug 322.300.
Die Provinz war in 4 Sandschaks und weiter in 16 Kazas unterteilt:
- Sandschak Rodos (Rhodos)
  - Kaza Rodos
  - Kaza Kaşot (Kasos)
  - Kaza Meis (Kastelorizo)
  - Kaza Sömbeki (Symi)
  - Kaza Kerpe (Karpathos)
  - Kaza İstanköy (Kos)
- Sandschak Midilli (Mytilene)
  - Kaza Midilli (mit einem Nahiye in Yonda (Alibey))
  - Kaza Pilmar (Plomari)
  - Kaza Molova (Mithymna)
- Sandschak Sakız (Chios)
  - Kaza Sakız
  - Kaza Kalimnoz (Kalymnos) mit einem Nahiye in Ustropalya (Astypalea)
  - Kaza Leryoz (Leros) mit einem Nahiye in Batnoz (Patmos)
  - Kaza Karyot (Ikaria)
- Sandschak Limni (Lemnos)
  - Kaza Limni
  - Kaza İmroz
  - Kaza Bozcaada